# Stefanie Wolf
Stefanie Wolf (ur. 8 kwietnia 1979 w Mittenwaldzie) – niemiecka narciarka alpejska, czterokrotna medalistka mistrzostw świata juniorów.

## Kariera
Pierwszy raz na arenie międzynarodowej Stefanie Wolf pojawiła się 3 grudnia 1994 roku w Saas-Fee, gdzie w zawodach FIS Race w gigancie zajęła 69. miejsce. W 1996 roku wystartowała na mistrzostwach świata juniorów w Schwyz, gdzie jej najlepszym wynikiem było 40. miejsce w supergigancie. Jeszcze trzykrotnie startowała na imprezach tego cyklu, największy sukces osiągając na mistrzostwach świata juniorów w Megève w 1998 roku, gdzie zwyciężyła w slalomie. Na tej samej imprezie zdobyła także brązowy medal w kombinacji, w której wyprzedziły ją tylko Francuzka Ingrid Jacquemod oraz Janica Kostelić z Chorwacji. Podczas rozgrywanych rok później mistrzostw świata juniorów w Pra Loup Niemka zdobyła kolejne dwa medale. Najpierw zajęła drugie miejsce w slalomie, rozdzielając na podium Szwedkę Anję Pärson i Austriaczkę Elisabeth Görgl. Następnie drugie miejsce zajęła w kombinacji, plasując się między Caroline Lalive z USA, a Austriaczką Kerstin Reisenhofer.
W zawodach Pucharu Świata zadebiutowała 23 listopada 1996 roku w Park City, gdzie nie zakwalifikowała się do drugiego przejazdu slalomu. Pierwsze pucharowe punkty wywalczyła 19 stycznia 1997 roku w Zwiesel, zajmując jedenaste miejsce w tej samej konkurencji. Nigdy nie stanęła na podium zawodów tego cyklu, najwyższą lokatę uzyskała 20 grudnia 1997 roku w Val d’Isère, kończąc kombinację na siódmej pozycji. Najlepsze wyniki osiągała w sezonie 1997/1998, kiedy zajęła 59. miejsce w klasyfikacji generalnej. Kilkukrotnie startowała na mistrzostwach świata jednak ani razu nie ukończyła zawodów. Nie brała udziału w igrzyskach olimpijskich. W 2004 roku zakończyła karierę.

## Osiągnięcia

### Mistrzostwa świata
| Miejsce | Dzień     | Rok  | Miejscowość          | Konkurencja | Czas biegu  | Strata | Zwyciężczyni          |
| ------- | --------- | ---- | -------------------- | ----------- | ----------- | ------ | --------------------- |
| DNF1    | 5 lutego  | 1997 | Sestriere            | Slalom      | 1:43,88 min | -      | Deborah Compagnoni    |
| DNF1    | 11 lutego | 1999 | Vail                 | Gigant      | 2:08,54 min | -      | Alexandra Meissnitzer |
| DNF1    | 7 lutego  | 2001 | St. Anton am Arlberg | Slalom      | 1:32,95 min | -      | Anja Pärson           |

### Mistrzostwa świata juniorów
| Miejsce | Dzień     | Rok  | Miejscowość | Konkurencja | Czas biegu  | Strata     | Zwyciężczyni        |
| ------- | --------- | ---- | ----------- | ----------- | ----------- | ---------- | ------------------- |
| 41.     | 27 lutego | 1996 | Schwyz      | Zjazd       | 1:34,10 min | +6,66 s    | Selina Heregger     |
| 40.     | 28 lutego | 1996 | Schwyz      | Supergigant | 1:31,50 min | +6,26 s    | Sylviane Berthod    |
| DNF1    | 29 lutego | 1996 | Schwyz      | Gigant      | 2:07,15 min | -          | Karen Putzer        |
| DNF1    | 2 marca   | 1996 | Schwyz      | Slalom      | 1:43,79 min | -          | Sandra Hälldahl     |
| 19.     | 26 lutego | 1997 | Schladming  | Zjazd       | 1:37,45 min | +2,90 s    | Monika Bergmann     |
| DSQ     | 27 lutego | 1997 | Schladming  | Supergigant | 1:19,96 min | -          | Karen Putzer        |
| 4.      | 28 lutego | 1997 | Schladming  | Slalom      | 1:38,88 min | +1,52 s    | Tanja Poutiainen    |
| DNF1    | 1 marca   | 1997 | Schladming  | Gigant      | 1:56,82 min | -          | Karen Putzer        |
| 21.     | 26 lutego | 1998 | Megève      | Zjazd       | 1:24,41 min | +1,72 s    | Martina Lechner     |
| 12.     | 27 lutego | 1998 | Megève      | Supergigant | 1:06,08 min | +1,23 s    | Martina Lechner     |
| 1.      | 28 lutego | 1998 | Megève      | Slalom      | 1:26,48 min | -          | -                   |
| 15.     | 1 marca   | 1998 | Megève      | Gigant      | 1:54,35 min | +2,98 s    | Anja Pärson         |
| 3.      | 1 marca   | 1998 | Megève      | Kombinacja  | 30,73 pkt   | +15,07 pkt | Ingrid Jacquemod    |
| 2.      | 9 marca   | 1999 | Pra Loup    | Slalom      | 1:46,62 min | +1,50 s    | Anja Pärson         |
| 6.      | 10 marca  | 1999 | Pra Loup    | Gigant      | 1:53,82 min | +1,61 s    | Denise Karbon       |
| 30.     | 13 marca  | 1999 | Pra Loup    | Zjazd       | 1:11,09 min | +2,29 s    | Kerstin Reisenhofer |
| 7.      | 14 marca  | 1999 | Pra Loup    | Supergigant | 1:14,06 min | +1,26 s    | Karin Blaser        |
| 2.      | 14 marca  | 1999 | Pra Loup    | Kombinacja  | 46,74 pkt   | +14,43 pkt | Caroline Lalive     |

### Puchar Świata

#### Miejsca w klasyfikacji generalnej
- sezon 1996/1997: 80.
- sezon 1997/1998: 59.
- sezon 1998/1999: 73.
- sezon 2000/2001: 115.
- sezon 2001/2002: 109.

#### Miejsca na podium
Wolf nigdy nie stanęła na podium zawodów PŚ.